# Дменис
Дменис (осет. Дменис, груз. დმენისი) — село в Закавказье, расположено в Цхинвальском районе Южной Осетии, фактически контролирующей село; согласно юрисдикции Грузии — в Горийском муниципалитете.
Центр Дменисской сельской администрации в РЮО.
Село находится на реке Малая Лиахва, является крупнейшим сельским поселением в Республике.

## Население
Дменис является одним из крупнейших сёл Южной Осетии, насчитывает около 365 дворов.
Село населено этническими осетинами. По переписи 1989 года в селе жило 1383 человека, из которых осетины составили 100 %. На 2020 год — 1142 человека.

## История
Село основано в 18 веке грузинами из селения Меджврисхеви, и осетинами выходцами из ущелья Малая Лиахви. В разгар южноосетинского конфликта к утру 8 августа 2008 года село было блокировано, обстреляно, а затем занято грузинскими войсками. После Августа 2008 года село находится под контролем властей РЮО.
Весной 2022 года отреставрирована православная церковь Иисуса Живнодавца, восстановлены росписи храма.

## Достопримечательности
- Во дворе местной школы находится памятник осетинскому поэту и юго-осетинскому общественному деятелю Владимиру Икаеву[9][10]

## Топографические карты
- Лист карты K-38-65 Ленингори. Масштаб: 1 : 100 000. Издание 1979 г.